# Meerssenerbroek

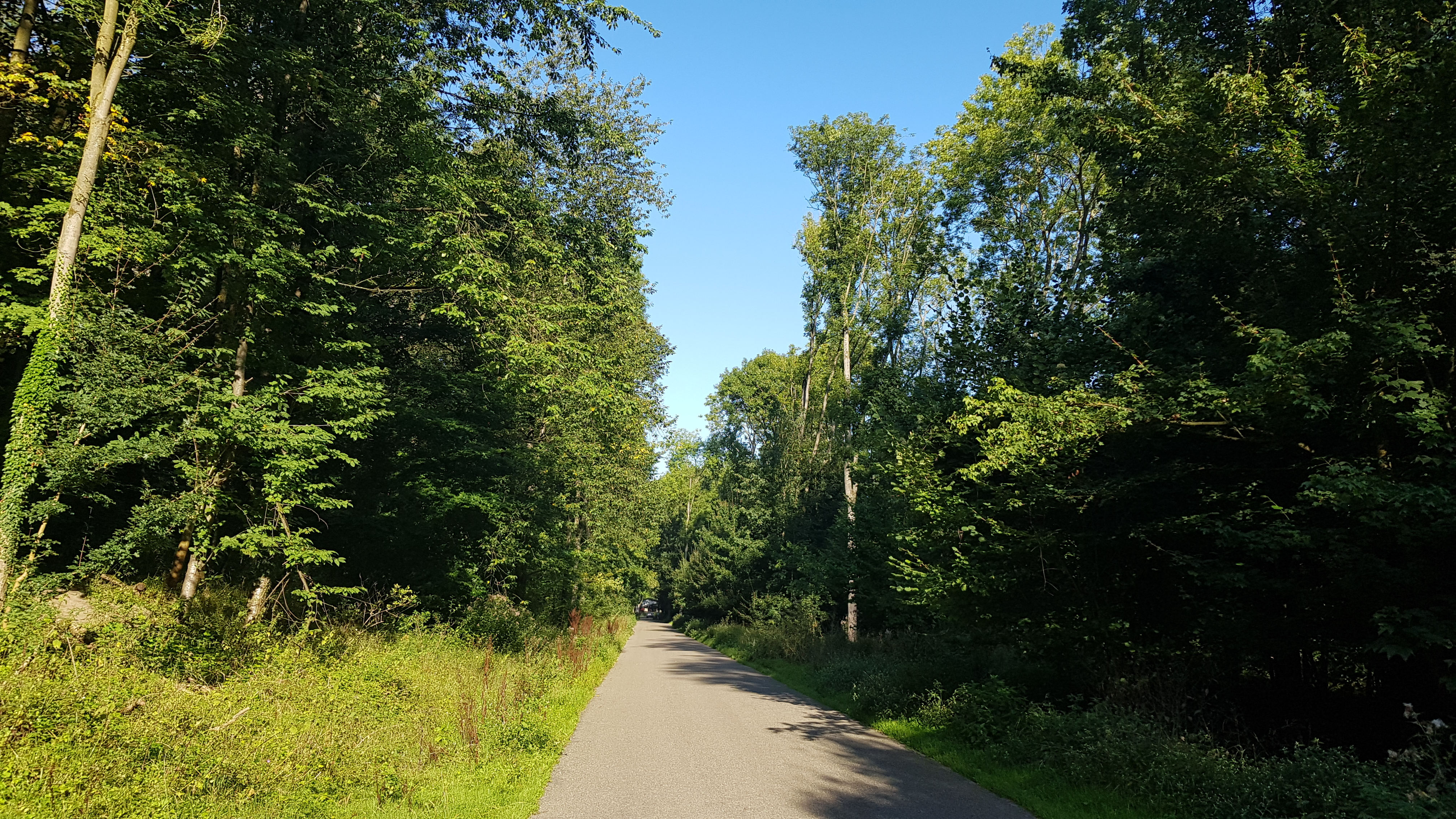
weg langs het Meerssenerbroek

Het Meerssenerbroek is een natuurgebied in het Geuldal in de Nederlandse gemeente Meerssen. Het natuurgebied ligt ten zuidoosten van het dorp Meerssen en door het gebied loopt de snelweg A79. Het gebied is eigendom van Het Limburgs Landschap.

## Geschiedenis
Tot het midden van de jaren 1990 werd het gebied redelijk intensief gebruikt als akkerland, grasland en stonden er populieren. Vanaf ongeveer het midden van de jaren 1990 kreeg de natuur in het gebied weer de ruimte en werden veel populieren gekapt. Om het gebied werd hekwerk geplaatst en werden er in het gebied Gallowayrunderen en konikpaarden uitgezet.

## Geografie
Aan de oostzijde van het gebied stroomt de Geul. Deze rivier heeft vroeger in het gebied klei afgezet. Door het gebied loopt een molentak van de Geul, deze molentak heet het Geulke. De molentak voedt de watermolen die bij Rothem ligt, de IJzeren Molen.
Aan de zuidzijde van Meerssenerbroek stijgen de hellingen van het Plateau van Margraten. Op dit plateau en de hellingen ligt het bosgebied van De Dellen.

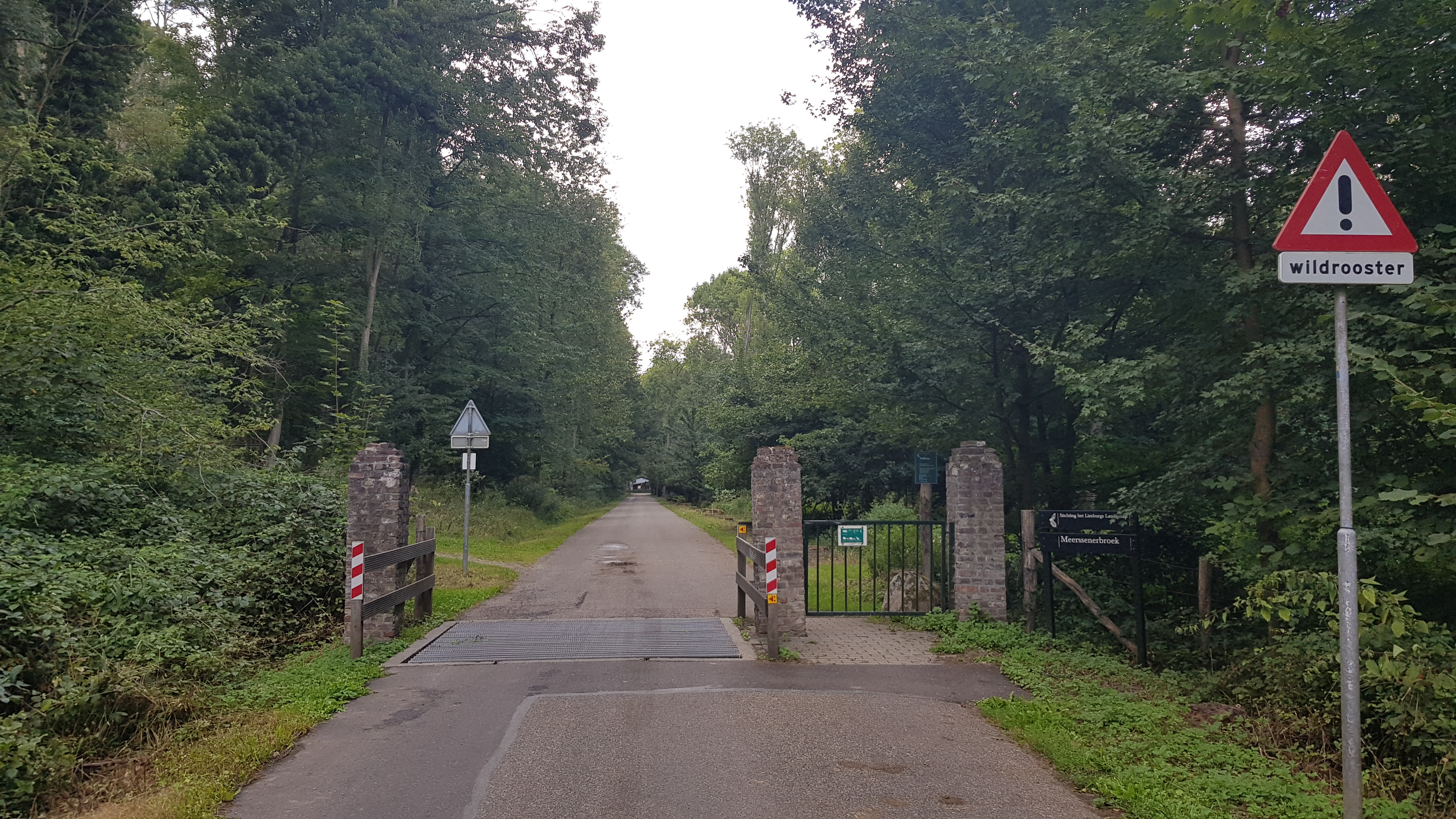
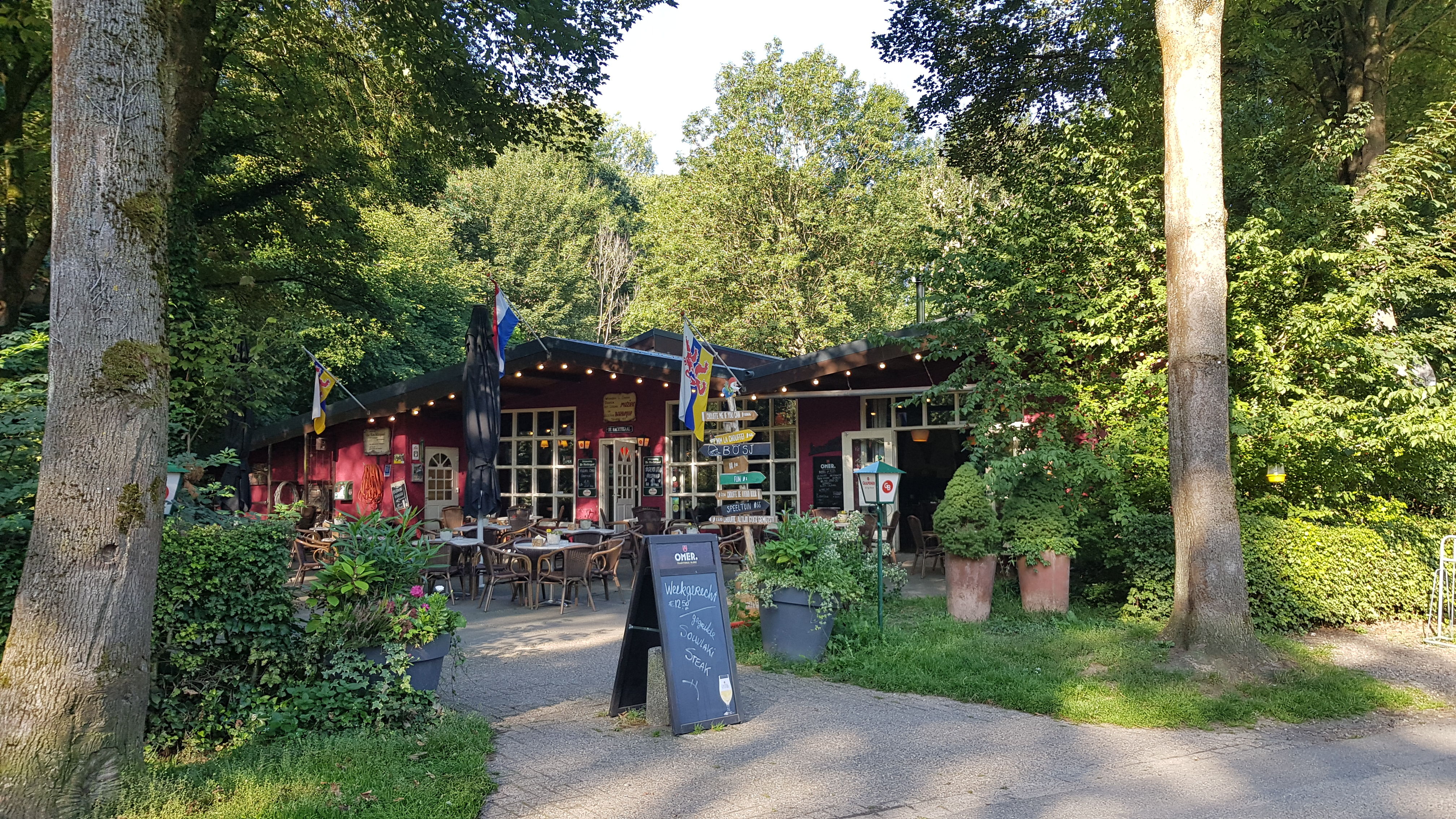
Uitspanning De Nachtegaal